# Dennis Bergkamp
Dennis Nicolaas Maria Bergkamp (Amesterdã, 10 de maio de 1969) é um ex-futebolista neerlandês que atuava como atacante.
Dono de técnica apuradíssima e autor de belos gols, recebeu vários prêmios individuais e já foi tido como um dos melhores jogadores do mundo pela FIFA. Também está incluído na lista FIFA 100.

## Carreira

### Ajax
Aos onze anos de idade, Bergkamp entrou na equipe juvenil do Ajax Amsterdam. Em 1986, foi promovido ao time principal e estreou na Eredivisie em 14 de dezembro daquele mesmo ano, aos 17 anos, em uma vitória por 2–0 contra o Roda JC Kerkrade. Seu primeiro treinador foi Johan Cruijff, o melhor jogador holandês de todos os tempos, que logo colocou Bergkamp no time titular. O atacante marcou seu primeiro gol como profissional no dia 22 de fevereiro de 1987, na goleada por 6–0 contra o HFC Haarlem.

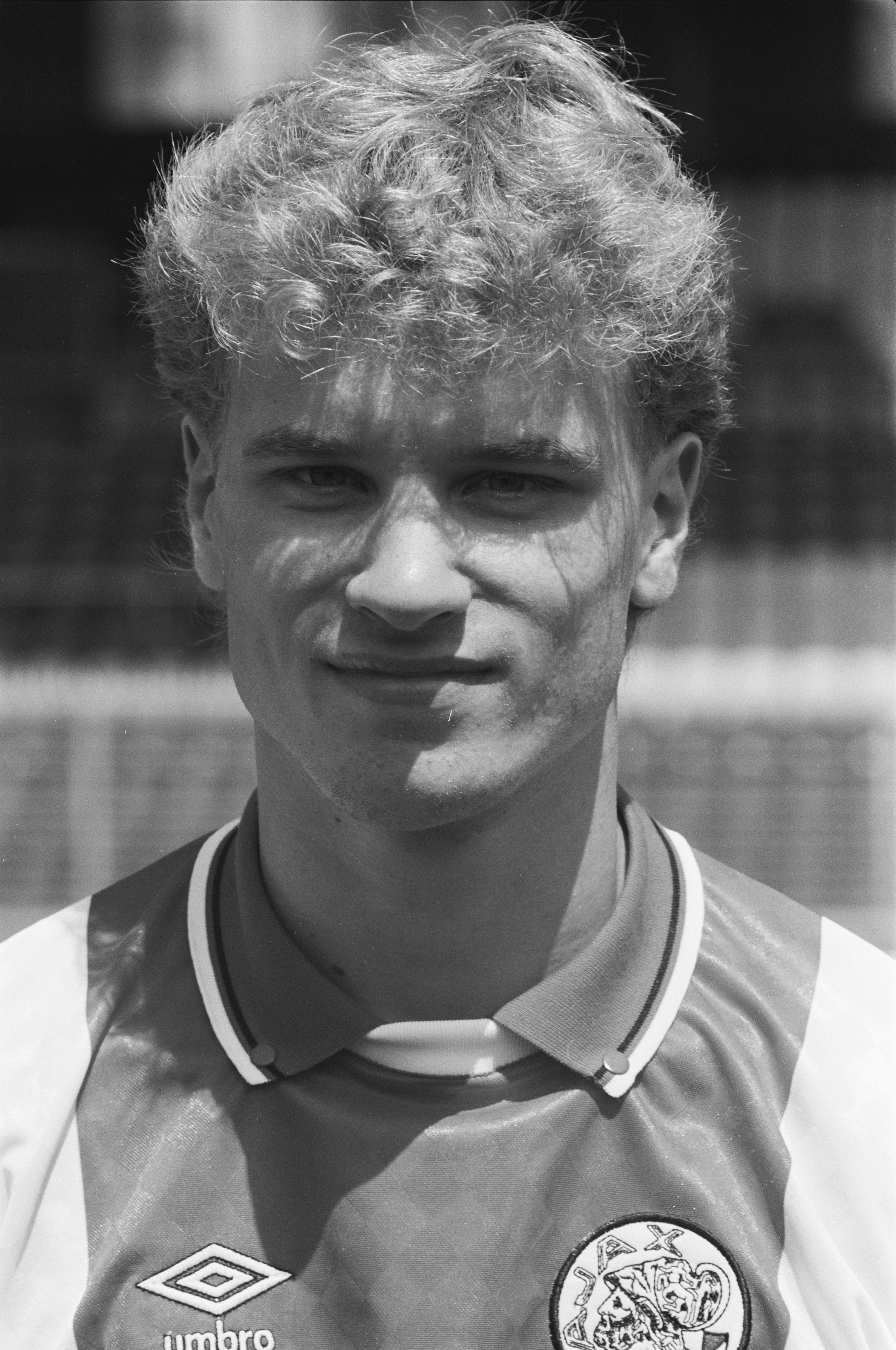
Bergkamp no Ajax em 1989

Na temporada 1986–87, disputou 23 jogos e marcou apenas dois gols, para finalmente ocupar a segunda posição da tabela classificativa com cinquenta e três pontos. Naquela temporada, o Ajax venceu a Copa da Holanda depois de vencer o ADO The Hague por 4–2 na final da competição.[carece de fontes?]
Bergkamp foi o artilheiro da Eredivisie em três ocasiões, nas temporadas 1990–91, 1991–92 e 1992–93, além de ter sido eleito o Jogador do Ano da Holanda em 1992 e 1993. Durante sua carreira no Ajax marcou 122 gols em 239 jogos. Ganhou títulos como a Copa da UEFA e a Recopa Europeia.[carece de fontes?]

### Internazionale
O atacante foi contratado pela Internazionale no verão de 1993, tendo custado por 18 bilhões de liras (19,7 milhões de euros). Apesar de ter chegado com muita expectativa, o período passado em Milão não foi o mais fácil para o holandês: durante a temporada de estreia ele passou seis meses sem marcar. Ficou na Itália por duas temporadas, quase nunca conseguindo expressar plenamente suas qualidades. No entanto, ele deu uma contribuição decisiva no campo europeu, na temporada em que a Inter conquistou sua segunda Copa da UEFA em 1994, na qual marcou oito gols em 11 jogos (incluindo um hat-trick contra o Rapid Bucareste), sendo o artilheiro da competição.
Ao final da experiência nos Nerazzurri, o atacante deixou a equipe rumo à Inglaterra. No total pelo clube italiano, atuou em 72 partidas e marcou 22 gols.

### Arsenal

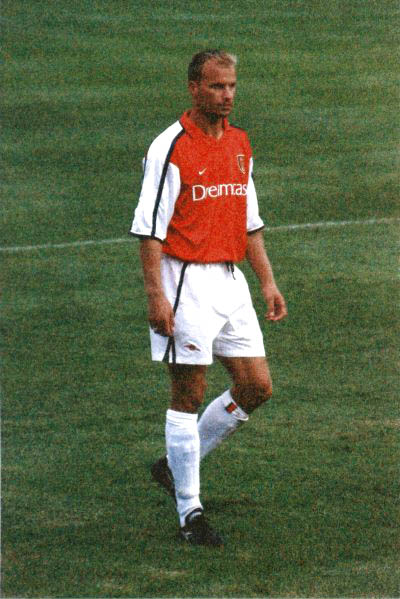
Bergkamp pelo Arsenal em 2001

Em junho de 1995, depois de chegar a um acordo com Massimo Moratti para desvincular-se da Inter, Bergkamp foi contratado pelo Arsenal, que pagou 7,5 milhões de euros por sua transferência. O atacante estreou pela equipe no dia 20 de agosto, num empate por 3–2 contra o Middlesbrough, em jogo válido pela Premier League. Marcou seus primeiros gols com a camisa do clube no dia 23 de setembro, na vitória por 4–2 contra o Southampton no Highbury. Bergkamp terminou sua primeira temporada com 33 jogos e 11 gols, ajudando o Arsenal a terminar em quinto e ganhar um lugar na Copa da UEFA ao marcar o gol da vitória contra o Bolton no último dia da temporada.
Em 1998, ele foi eleito o melhor jogador de futebol da liga inglesa, ganhando os prêmios de Jogador do Ano da FWA e Jogador do Ano da PFA.
Sua última partida como profissional foi no dia 22 de julho de 2006. Na ocasião, foi inaugurado o Emirates Stadium, novo estádio do clube. O jogo foi entre Arsenal e Ajax, e contou com a presença de vários ídolos dos dois clubes. A partida acabou com vitória dos Gunners pelo placar de 2–1.
Deixou o Arsenal, por onde conquistou a Premier League, a Copa da Inglaterra e a Supercopa da Inglaterra. No clube londrino, foi apelidado pelos torcedores de Iceman ("Homem de Gelo"), devido à sua frieza dentro de campo e por demonstrar pouca ou quase nenhuma emoção durante suas comemorações de gol. Está na história do Arsenal por fazer parte do time campeão inglês invicto na temporada 2003–04.

## Seleção Nacional
Pela Seleção Neerlandesa, é o quinto maior artilheiro, com 37 gols marcados, ficando atrás de Patrick Kluivert, Klaas-Jan Huntelaar, Memphis Depay e Robin van Persie. Esteve presente em duas Copa do Mundo FIFA: a de 1994 e a de 1998. Nesta segunda Copa foi autor de três gols, um deles magnífico, contra a Argentina, pelas quartas de final, que declarou ter sido o mais bonito de toda a sua carreira.
Bergkamp também é famoso pelo seu medo de viajar de avião. A fobia o impediu de jogar várias partidas fora de casa pela Liga dos Campeões da UEFA, mas não de disputar a Copa do Mundo FIFA de 1994, nos Estados Unidos, na qual inclusive fez um gol contra o Brasil. Foi convocado pela primeira vez em 1990 e encerrou a carreira pela Seleção após a Euro 2000.

## Títulos
Ajax
- Taça dos Clubes Vencedores de Taças: 1986–87
- Copa da UEFA: 1991–92
- Eredivisie: 1989–90
- Copa dos Países Baixos: 1986–87 e 1992–93

Internazionale
- Copa da UEFA: 1993–94

Arsenal
- Premier League: 1997–98, 2001–02 e 2003–04
- Copa da Inglaterra: 1997–98, 2001–02, 2002–03 e 2004–05
- Supercopa da Inglaterra: 1998, 2002 e 2004

### Prêmios individuais
- Revelação do Futebol Neerlandês do Ano: 1990
- Futebolista Neerlandês do Ano: 1991 e 1992
- Seleção da Eurocopa: 1992
- Artilheiro do Ano pela IFFHS: 1992
- Equipe do Ano PFA da Premier League: 1997–98
- Futebolista Inglês do Ano da PFA: 1997–98
- Futebolista Inglês do Ano pela FWA: 1997–98
- Seleção da Copa do Mundo FIFA: 1998
- Gol da Temporada da Premier League: 1997–98 e 2001–02
- Líder de Assistências da Premier League: 1998–99
- Jogador do Mês da Premier League: agosto de 1997, setembro de 1997, março de 2002 e fevereiro de 2004
- FIFA 100: 2004
- Hall da Fama do Futebol Inglês: 2007
- Lendas do Futebol (IFFHS)[21]

### Artilharias
- Eredivisie: 1990–91 (25 gols), 1991–92 (22 gols) e 1992–93 (26 gols)
- Eurocopa: 1992 (3 gols)
- Copa da UEFA: 1993–94 (8 gols)